# پیتر لوچاک
 پیتر لوچاک (انگلیسی: Peter Luczak؛ زاده ۳۱ اوت ۱۹۷۹) یک تنیس‌باز اهل استرالیا است.